# Костянтинівська сільська рада (Липовецький район)
| Костянтинівська сільська рада — орган місцевого самоврядування у Липовецькому районі Вінницької області з адміністративним центром у c. Костянтинівка. Сільській раді підпорядковані населені пункти: - c. Костянтинівка - с. Петрівка - с. Чупринівка |

## Склад ради
Рада складається з 16 депутатів та голови.

## Керівний склад сільської ради
| ПІБ                    | Основні відомості                                                                              | Дата обрання | Дата звільнення |
| ---------------------- | ---------------------------------------------------------------------------------------------- | ------------ | --------------- |
| Дубина Василь Маркович | Сільський голова, 1954 року народження, освіта, член Партії промисловців і підприємців України | 26.03.2006   | 31.10.2010      |
| Дубина Василь Маркович | Сільський голова, 1954 року народження, освіта середня спеціальна, безпартійний                | 31.10.2010   |                 |

Примітка: таблиця складена за даними джерела

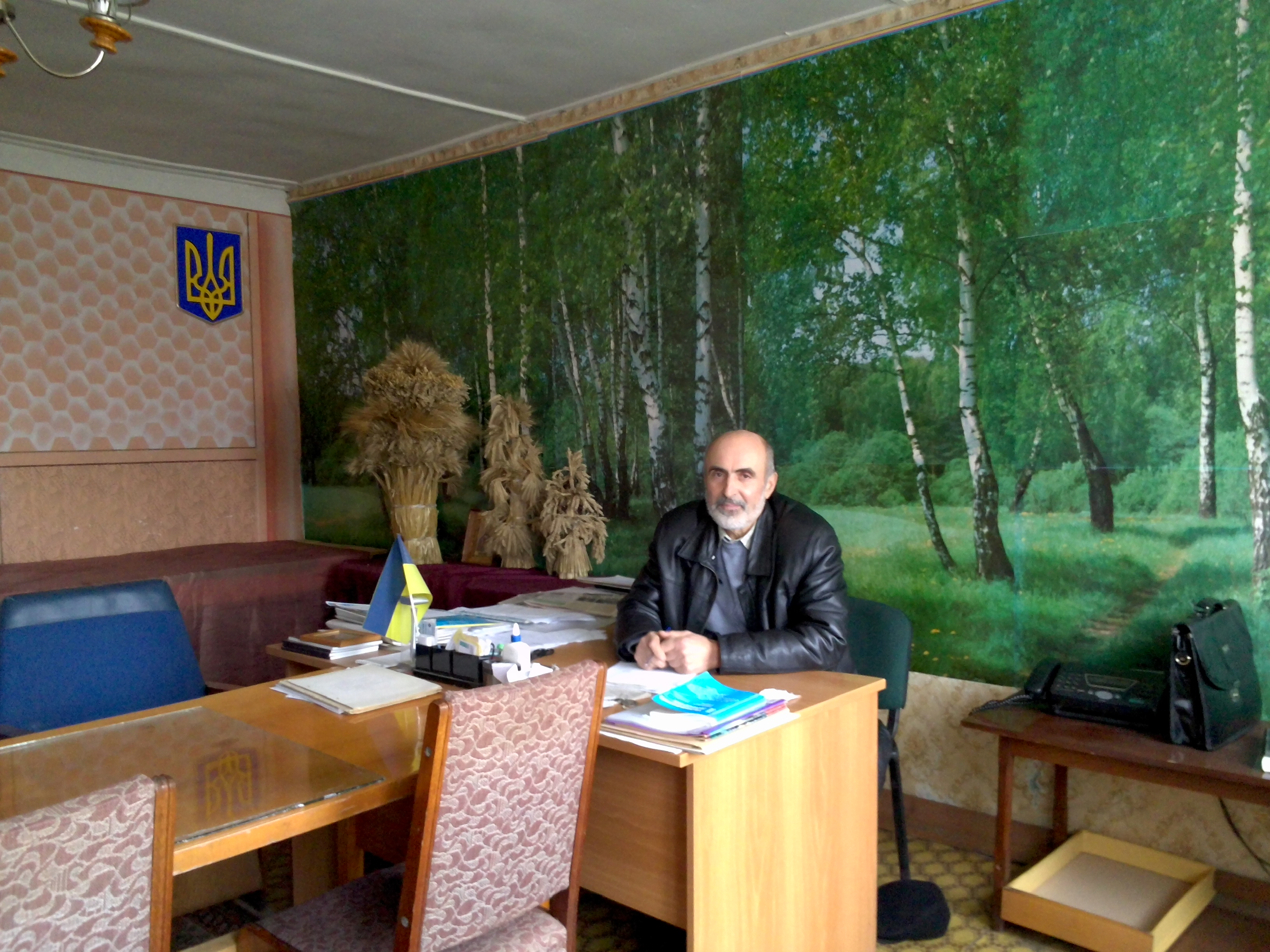
Василь Маркович Дубина — голова Костянстинівської сільської ради кількох скликань